# أدريان غوردون
أدريان غوردون (28 يوليو 1987 في جامايكا - ) (بالإنجليزية: Adrian Gordon)‏ هو لاعب كريكت جامايكي.

## وصلات خارجية
- أدريان غوردون على موقع إي آس بي آن كريك إنفو (الإنجليزية)